# Cantón de Vihiers
El cantón de Vihiers era una división administrativa francesa, que estaba situada en el departamento de Maine y Loira y la región de Países del Loira.

## Composición
El cantón estaba formado por diecisiete comunas:
- Aubigné-sur-Layon
- Cernusson
- Cléré-sur-Layon
- Coron
- La Fosse-de-Tigné
- La Plaine
- La Salle-de-Vihiers
- Les Cerqueux-sous-Passavant
- Montilliers
- Nueil-sur-Layon
- Passavant-sur-Layon
- Saint-Paul-du-Bois
- Somloire
- Tancoigné
- Tigné
- Trémont
- Vihiers

## Supresión del cantón de Vihiers
En aplicación del Decreto n.º 2014-259 de 26 de febrero de 2014, el cantón de Vihiers fue suprimido el 22 de marzo de 2015 y sus 17 comunas pasaron a formar parte; quince del nuevo cantón de Cholet-2 y dos del nuevo cantón de Chemillé-Melay.